# Гудфеллоу, Уолтер
Уолтер Гудфеллоу (1866—1953) — британский зоолог-коллектор и орнитолог. В его честь назвали Кенгуру Гудфеллоу (Dendrolagus goodfellowi), а также ряд других видов животных и птиц.

## Биография
Гудфеллоу начал свою карьеру в качестве коллектора, собиравшего представителей фауны для музеев, но затем перешел к ловле живых птиц для частных авиариев. В течение сорока лет своих коллекторских экспедиций Уолтер путешествовал по Центральной и Южной Америке, Тайвани, Филиппинам, Новой Гвинее и острову Мелвилл (расположенному к северу от побережья Австралии).
Наиболее известным вкладом Гудфеллоу в науку стало открытие им тайваньской птицы Syrmaticus mikado. Около 1906 года он изъял с головы своего носильщика два её пера, а вскоре поймал одиннадцать живых особей.